# Абрамов, Николай Алексеевич (этнограф)
Никола́й Алексе́евич Абра́мов (17 [29] апреля 1812, Курган, Сибирское генерал-губернаторство, Российская империя — 3 [15] мая 1870, Семипалатинск, Западно-Сибирское генерал-губернаторство, Российская империя) — российский государственный деятель, этнограф, историк, географ, публицист, педагог, специалист по этнографии Сибири и Средней Азии. Статский советник.

## Биография
Николай Абрамов родился 17 (29) апреля 1812 года в городе Кургане Курганского уезда Тобольской губернии Сибирского генерал-губернаторства. Сын священника Алексея Ивановича Абрамова (умер в конце 1826 или начале 1827 года), который до 1810 года был учителем татарского языка в Тобольской духовной семинарии.
Первоначально получил домашнее образование, далее обучался в Курганском народном училище. В сентябре 1823 года при поступлении в Тобольское духовное училище сдал приёмные экзамены настолько успешно, что руководством училища был принят сразу в 3-й класс. В 1826 году Абрамов перешёл в Тобольскую духовную семинарию, где изучил латинский, еврейский и татарский языки. Ещё во время обучения в семинарии, при переходе в богословский класс, он был избран семинарским начальством в лекторы еврейского языка (преподавал в 1831—1832 годах). Особенно преуспел в латыни: так, сопутствуя профессору М. А. Кастрену, мог объяснять ему по-латыни всё, что интересовало этого известного финского исследователя. В июле 1832 года блистательно окончил семинарию. Как лучшего ученика ректор изъявил желание отправить его в Санкт-Петербургскую духовную академию, но, не желая оставлять мать-вдову с сёстрами и братом без помощи, Абрамов отказался от этого предложения и был в 1832 году определён учителем во 2-й класс Тобольского духовного училища. Преподавал арифметику, русскую грамматику, латинский и татарский языки.
Занимался монгольской нумизматикой и собрал несколько десятков ханских монет. Будучи учителем семинарии, разрабатывал архивы в Тобольске — губернский, полицейский и семинарский, а также хранилища бумаг при Софийском соборе и в Знаменском монастыре. В 1834 году был назначен преподавателем арифметики, русского, латинского и татарского языков в 3-м классе с увеличенным окладом жалованья при должности помощника эконома в семинарии.
Благодаря покровительству П. А. Словцова перешёл в ведомство Министерства народного просвещения. С 10 августа 1836 года до середины февраля 1842 года преподавал географию и историю в Тобольском народном уездном училище.
С 15 (27) февраля 1842 года по 22 октября (3 ноября) 1849 года являлся смотрителем Берёзовского народного училища. В период посещения Берёзова М. А. Кастреном давал ему консультации о языке и культуре остяков, вогулов и самоедов, общаясь с ним на латинском языке. С 22 октября (3 ноября) 1849 года по 24 февраля (8 марта) 1851 года занимал должность смотрителя в Ялуторовском народном училище, а с 24 февраля (8 марта) 1851 года по 20 мая (1 июня) 1853 года — аналогичную должность в Тюменском народном училище. С именем Абрамова связано открытие Тюменского женского училища — одного из первых учебных заведений такого рода в Сибири. Вот как описывает это обстоятельство Филофей Петухов: «Николай Алексеевич расположил, убедил граждан учредить женское училище (что тогда считалось делом ещё почти небывалым) и для него пожертвовать дом. Но было ли при нём открыто это училище, пишущему это не известно». Состоя смотрителем в Берёзове, Абрамов работал в архиве Кондинского монастыря и воеводском архиве, а при разъездах много общался с местным населением.
Получив за 20 лет учебной службы право на пенсию в 350 рублей в год, переселился в Омск, где с июля 1853 года по начало сентября 1854 года служил столоначальником в I отделении Главного управления Западной Сибири.
В 1854 году, после образования Семипалатинской области, генерал-губернатор Западной Сибири Г. Х. Гасфорд назначил Абрамова советником хозяйственного отделения нового областного управления, и он переехал в Семипалатинск, где помимо прочих обязанностей заведовал судным отделением (с 6 (18) июня 1858 года по 12 (24) января 1859 года). Неоднократно исполнял обязанности председателя областного правления (с 1869 года стал именоваться также вице-губернатором): иногда по нескольку дней или недель, а иногда и довольно долго — по нескольку месяцев, а раз — почти целый год (с 7 (19) ноября 1864 года по 19 (31) октября 1865 года), и ещё раз (в сентябре и октябре 1869 года).
На него были возложены разные поручения:
- В 1855 и 1863 годах быть членом областного рекрутского присутствия;
- В 1857 году открыть в городе Копале окружной приказ;
- В 1859 году приготовить к открытию Семипалатинское уездное училище;
- В 1860—1863 годах быть членом комитета по постройке в Семипалатинске каменных присутственных мест, а с августа 1867 по 1870 год председательствовать в другом подобном комитете, по достройке в Семипалатинске каменных: острога, окружного приказа, окружного казначейства и деревянного здания для полиции;
- В 1857 году составить наказы для всех присутственных мест и должностных лиц Семипалатинской области;
- В 1861 году составить особый наказ для военноокружных начальников внешних округов той же области по гражданской части;
- В 1860 году обревизовать в подробности дела Копальского полицейского управления, а в 1866 году произвести следствие в Кокпектинском округе об угоне скота и грабеже имущества у русскоподданных киргизов того округа киргизом же, но не состоявшем в русском подданстве Тауне-Байжигитовской волости Тилюгоном Адрашевым с его родовичами, и в то же время обозреть золотые промыслы Кокпектинского округа;
- В марте 1868 года быть председателем комиссии, учреждённой для приёма присланного от китайского правительства серебра, в ямбах и тайтюяках, на сумму 29 963 руб. в возврат казне, употреблённых Копальским и Алматинским комитетами на содержание китайских эмигрантов;
- В апреле и частью в мае 1869 года исправлять должность областного прокурора.

Скоропостижно скончался от паралича в должности советника Семипалатинского областного правления 3 (15) мая 1870 года.

## Вклад в науку
…Абрамов был идеалист в лучшем смысле этого слова, трудившийся единственно из любви к науке; гонорара за свои многочисленные статьи он почти не получал.— С. А. Венгеров
Писать о Сибири Абрамов начал ещё будучи уездным учителем, причём собрал для этого печатные источники о прошлом Сибири и многие редкие рукописи. Собственноручно списал Сибирскую летопись (480 листов), а другую копию прислал в дар Императорскому Русскому географическому обществу.
Количество написанных им статей и заметок доходит до ста. С. А. Венгеров отмечает: «Он был почти исключительно собиратель материалов. Но за то уже собиратель чрезвычайно точный, обстоятельный и знающий, а главное — изумительно деятельный и в этом его значение. […] Каждая заметка и статья Абрамова ничего особенного собою в отдельности не представляет, но многие десятки таких заметок и статеек составляют уже драгоценный вклад в науку».
Написал более двадцати статей географического и этнографо-статистического характера, среди которых описание Берёзовского края, городов Тюмени, Семипалатинска, Кургана, Ялуторовска, Усть-Каменогорска, Копала, Верного, озера Нор-Зайсан, рек Тобола, Шилки, Аргуни, Чу, Или, Лепсы, Аягуза, Каратала и ряд климатических и других метеорологических наблюдений, сделанных в Семипалатинске, Копале и иных местах. Названные статьи помещались, начиная с половины 1850-х годов, в «Записках географического общества» и «Тобольских губернских ведомостях».
Около двадцати статей Абрамов написал о сибирских древностях, курганах и городищах в Тюменском, Ялуторовском и Курганском уездах, о сибирских монетах, надмогильных киргизских памятниках, старых железных и оружейных заводах в Сибири, старинных особо чтимых иконах Тобольской епархии, древних печатях и гербах сибирских городов.
В «Тобольских губернских ведомостях» в 1857 и 1868 годах были опубликованы более 10 его статей, касающихся общественно-политической истории Сибири: о Ермаке, первом губернаторе сибирском князе М. П. Гагарине, пребывании в ссылке А. Д. Меншикова, Долгоруковых и А. И. Остермана, губернаторах — сибирском Ф. И. Соймонове и тобольском Д. И. Чичерине, генерале Ф. Т. Куткине и его жалобе министру юстиции на несправедливых судей, П. А. Словцове, о сибирских дворянах и детях боярских, о Тобольских пожарах до 1788 года и Тобольском наместничесстве.
В 1841 году одна из его первых печатных статей — «Догадки о значении имён некоторых мест Тобольской губернии» — вышла в «Журнале Министерства народного просвещения». В этой работе Абрамов разъяснил происхождение названий рек Иртыша, Туры и Тобола. Грамотное объяснение географических названий рек и сибирских урочищ стало возможным благодаря глубокому знанию Абрамовым татарского языка.
В 1857 году написал много работ о Семипалатинске, некоторые из них, такие, как «Семь палат», давшие название Семипалатинску, «Надмогильная пирамида в Киргизской степи» и другие были опубликованы в «Тобольских губернских ведомостях».
В 1858—1859 годах исследовал каменный памятник-мавзолей, воздвигнутый в честь Козы Корпеш — Баян сулу, и по результатам изысканий опубликовал две статьи в изданиях Археологического общества.
В 1861 году в большом очерке «Областной город Семипалатинск» рассмотрел события, предшествовавшие основанию Семипалатинской крепости на берегу Иртыша Василием Чередовым, о том, как в 1757 году в Семипалатинской крепости появился джунгарский князь Амурсана, просивший убежища и защиты от богдыханских захватчиков. Абрамов повествовал также об истреблении маньчжурскими карателями в 1758 году более чем одного миллиона джунгар. В 1862 году этот историко-географический труд вызвал серьёзный интерес в научных кругах и был перепечатан в журнале Королевского географического общества в Лондоне. Оттиск этого издания был направлен Абрамову председателем Общества Р. И. Мурчисоном «при весьма лестном для него письме».
В 1863 году была опубликована его статья об истории Усть-Каменогорска.
Им написано более 40 статей по истории сибирской церкви и сибирским церковным древностям в «Журнале Министерства народного просвещения» и «Тобольских губернских ведомостях», однако бо́льшая часть опубликована в «Страннике», в котором с самого его основания в 1860 году и до конца жизни Абрамов принимал деятельное участие, поместив в нём, помимо статей по истории сибирской церкви (как например, «Христианство в Сибири до учреждения там в 1621 году епархии», описание монастырей Абалацкого, Тюменского, Кодинского), более двадцати биографий тобольских архипастырей (Киприана, Макария, Нектария, Герасима, Симеона, Корнилия, Павла, Игнатия, Иоанна, Антония, Антония II, Сильвестра, Павла II, Варлаама, Амвросия, Амвросия II, Павла III, Георгия, Евлампия). Там же Абрамов напечатал статьи о праведном Симеоне Верхотурском, мученике Василии Мангазейском, основателе Туруханского монастыря Тихоне и игумене этого же монастыря Илиодоре.
Императорское Русское географическое общество избрало Абрамова членом-сотрудником 28 апреля 1848 года и действительным членом в 1858 году, наградило двумя медалями.
В 1865 году он был избран членом-корреспондентом Тобольского физико-медицинского общества и Общества любителей естествознания при Московском университете.

## Награды
- Орден Святого Владимира 4-й степени
- Орден Святой Анны 2-й степени
- Орден Святого Станислава 2-й степени, с императорской короной
- Орден Святой Анны 3-й степени
- Орден Святого Станислава 3-й степени
- Знак отличия беспорочной службы за 15, 20 и 25 лет
- Благодарность от министра народного просвещения от 24 февраля 1839 года «за хорошие успехи учеников и хороший способ преподавания»[8]
- Благодарность от министра народного просвещения от 29 июня 1844 года «за похвальное содействие к образованию детей-инородцев Берёзовского края»[9]
- Денежная награда в 150 рублей (1869)
- Две медали Русского географического общества

## Память
К 200-летию Н. А. Абрамова издательско-торговым центром «Марка» были выпущены художественный конверт и штемпель тиражом 500 000 экземпляров. На конверте изображены его книги и строки из произведений с автографом. В Курганской областной универсальной научной библиотеке имени А. К. Югова состоялось торжественное гашение художественного конверта.

## Основные работы
Всего Н. А. Абрамов опубликовал более ста печатных работ, в основном посвящённых Сибири и Восточному Казахстану, в частности:
- О введении христианства у берёзовских остяков // Журнал Министерства народного просвещения. — 1851. — Т. 72, № 12, отд. V. — С. 1—22.
- Материалы для истории христианского просвещения Сибири, со времени покорения её в 1581 году до начала XIX столетия // Там же. — 1854. — Т. 81, № 2—3. — С. 15—56.
- Проповедь Евангелия сибирским вогулам // Там же. — Т. 83, № 8. — С. 41—58.
- Торжественное открытие Капальского окружного приказа Семипалатинской области // Тобольские губернские ведомости. — 1857. — № 10, ч. неофиц. — С. 72—75.
- Река Лепса // Там же. — 1861. — № 7—8. — С. 63—74.
- Город Копал с его округом в 1862 году // Записки ИРГО. — 1867. — Т. 1. — С. 279—320.
- Алматы или укрепление Верное с его окрестностями // Там же. — С. 255—278.
- Ермак, покоритель Сибири // Чтения в Императорском обществе истории и древностей российских. — 1867. — Октябрь—декабрь (т. 4, отд. V). — С. 1—25.
- О бывшем Тобольском наместничестве 1782—1797 годов // Там же. — 1869. — Январь—февраль (т. 1, отд. V). — С. 15—22.
- Пётр Андреевич Словцов // Там же. — 1871. — Т. 4, отд. V. — С. 84—103.